# Алекс Джордж
Алекс Джордж або Александер Сеггер Джордж (англ. Alexander George або англ. Alexander Segger George, 4 квітня 1939) — австралійський ботанік.

## Біографія
Алекс Джордж народився в Іст Фрімантл, Західна Австралія 4 квітня 1939 року.
У 1963 у він закінчив Університет Західної Австралії. Від 1981 до 1993 Алекс Джордж жив у Канберрі та працював відповідальним редактором циклу Flora of Australia. Він зробив значний внесок у ботаніку, описавши багато видів насіннєвих рослин.

## Наукова діяльність
Алекс Джордж спеціалізується на насіннєвих рослинах. Його наукова діяльність охоплює вивчення підродини цезальпінієвих, родини Миртові, родини Орхідні та родини протейних (Proteaceae).

## Публікації
- Orchids of Western Australia. 1969.
- A New Eucalypt from Western Australia. 1970.
- A List of the Orchidaceae of Western Australia. 1971.
- Flowers and Plants of Western Australia. 1973.
- The Genus Banksia. 1981.
- The Banksias. 1981–2002, with Celia Rosser.
- The Banksia Book. 1984.
- An Introduction to the Proteaceae of Western Australia. 1985.
- «New taxa, combinations and typifications in Verticordia (Myrtaceae: Chamelaucieae)». Nuytsia. 1991.
- Notes on Banksia L.f. (Proteaceae). 1996.
- Wildflowers of Southern Western Australia. 1996, with Margaret G. Corrick and Bruce A. Fuhrer.
- Banksia in Flora of Australia: Volume 17B: Proteaceae 3: Hakea to Dryandra. 1999.
- Dryandra in Flora of Australia: Volume 17B: Proteaceae 3: Hakea to Dryandra. 1999.
- William Dampier in New Holland: Australia's First Natural Historian.
- The Long Dry: Bush Colours of Summer and Autumn in South-Western Australia.